# Erich Maria Remarque
Erich Maria Remarque (s pravim imenom Erich Paul Remark), nemški pisatelj, * 22. junij 1898, Osnabrück, Nemčija, † 25. september 1970, Locarno, Švica.
Remarque je bil predstavnik »izgubljene generacije«. Njegov roman Na Zahodu nič novega se uvršča med najboljše tri romane te povojne generacije, izdane leta 1929, poleg Zbogom, orožje! Ernesta Hemingwayja in Smrt heroja (Death of a Hero) Richarda Aldingtona.
Nacistična antipropaganda je trdila, da je Remarque njegov psevdonim, ki je pravzaprav nazaj prebran priimek Kramer, pri čemer je zadnji k (Remark) spremenjen. Ta podatek se včasih pojavi v njegovih biografijah, čeprav ni dokazov, ki bi to podpirali. 

## Dela
- Na Zahodu nič novega
- Noč v Lizboni
- Slavolok zmage
- Ljubi svojega bližnjega
- Čas življenja in čas smrti
- Iskre življenja